# Mor W.A.
Mor W.A es una banda de Hip hop formada a finales de 1997 en Varsovia; formada inicialmente por Wigor, Pepper y Łyskacz. Su nombre inicial fue S.E.N. Mor W.A.

## Miembros
- Pepper - Przemysław Rekowski
- Łyskacz - Przemyslaw Król
- Wigor - Michal Dobrzański
- Dj Mini.

## Discografía

### Álbumes
Han grabado cuatro álbumes, aquí están con la traducción de sus títulos
- (2000) Te Słowa Mówią Wszystko - La palabra lo dice todo
- (2002) Morwa Drzewo - Planta de Moras
- (2004) Dla słuchaczy - Para los iniciados
- (2007) Uliczne Esperanto - Calle Esperanto

### Videos musicales
- Braci Się Nie Traci (BSNT)
- Żyć nie umierać
- Idź za ciosem
- Morwa Drzewo
- My to my
- Tam i z powrotem
- Ciekawe czasy
- Dla słuchaczy
- Rap jak znalazł
- Śmieszne pieniądze
- Uliczne esperanto
- Sąsiedzi

- Datos: Q9035070